# Kriterium von Kummer
Das Kriterium von Kummer (nach dem deutschen Mathematiker Ernst Eduard Kummer) ist ein mathematisches Konvergenzkriterium, also Mittel zur Entscheidung, ob eine unendliche Reihe (absolut) konvergiert.
Das Kummer-Kriterium beinhaltet zwei Aussagen, über Konvergenz und über Divergenz.

## Formulierung
Sei {\displaystyle (c_{k})_{k\in \mathbb {N} }} eine positive reelle Zahlenfolge. Mit dieser wird die Reihe {\displaystyle S=\sum _{k=1}^{\infty }c_{k}} gebildet. Diese Reihe soll auf Konvergenz oder Divergenz untersucht werden.

### Konvergenzaussage
Gibt es eine positive reelle Zahlenfolge {\displaystyle (\alpha _{k})}, so dass ab einem bestimmten Index {\displaystyle \mu } der Ausdruck 
{\displaystyle \alpha _{k-1}\,{\frac {c_{k-1}}{c_{k}}}-\alpha _{k}}
stets größer oder gleich einer positiven Konstante 
{\displaystyle \theta >0} ist, dann konvergiert die Reihe {\displaystyle S=\sum _{k=1}^{\infty }c_{k}}.

### Divergenzaussage
Gibt es eine positive reelle Zahlenfolge 
{\displaystyle (\alpha _{k})}, so dass 
- die Reihe der reziproken Glieder {\displaystyle \sum _{k=1}^{\infty }{\frac {1}{\alpha _{k}}}} divergiert und
- ab einem bestimmten Index {\displaystyle \mu } der Ausdruck

{\displaystyle \alpha _{k-1}\,{\frac {c_{k-1}}{c_{k}}}-\alpha _{k}}
stets kleiner gleich Null ist,
dann divergiert die Reihe {\displaystyle S=\sum _{k=1}^{\infty }c_{k}}.

## Beweise

### Beweis der Konvergenzaussage
Es gelte für alle Indizes {\displaystyle k>\mu } die Abschätzung 
{\displaystyle 0<\theta \leq \alpha _{k-1}\,{\frac {c_{k-1}}{c_{k}}}-\alpha _{k}}.
Nach dem Durchmultiplizieren mit {\displaystyle c_{k}\,} ergibt sich daraus
{\displaystyle \theta c_{k}\leq \alpha _{k-1}c_{k-1}-\alpha _{k}c_{k}}.
Diese Ungleichung lässt sich nun von {\displaystyle k=\mu +1\,} bis zu einer beliebig großen natürlichen Zahl {\displaystyle n>\mu \,} nach Art einer Teleskopsumme aufsummieren.
{\displaystyle \theta \sum _{k=\mu +1}^{n}c_{k}\leq \sum _{k=\mu +1}^{n}(\alpha _{k-1}c_{k-1}-\alpha _{k}c_{k})=\alpha _{\mu }\,c_{\mu }-\alpha _{n}c_{n}}
Der letzte Ausdruck ist immer kleiner als {\displaystyle \alpha _{\mu }\,c_{\mu }}, diese Schranke hängt nicht von {\displaystyle n\,} ab. Also gilt für alle {\displaystyle n>\mu \,}
{\displaystyle \sum _{k=\mu +1}^{n}c_{k}\leq {\frac {\alpha _{\mu }\,c_{\mu }}{\theta }}}
Daher wächst die Folge der Partialsummen {\displaystyle S_{n}=\sum _{k=1}^{n}c_{k}} ab dem Index {\displaystyle \mu \,} monoton und ist nach oben beschränkt. Nach dem (Trivial-)Kriterium der monotonen Konvergenz konvergiert somit
{\displaystyle S=\sum _{k=1}^{\infty }c_{k}}.

### Beweis der Divergenzaussage
Es gelte für alle Indizes {\displaystyle k>\mu } die Abschätzung
{\displaystyle \alpha _{k-1}\,{\frac {c_{k-1}}{c_{k}}}-\alpha _{k}\leq 0} und damit auch {\displaystyle \alpha _{k}c_{k}\geq \alpha _{k-1}c_{k-1}}.
Durch induktive Verkettung dieser Ungleichungen von {\displaystyle k=\mu +1\,} bis zu einem beliebig großen Index {\displaystyle m>\mu } ergibt sich
{\displaystyle \alpha _{m}c_{m}\geq \alpha _{\mu }c_{\mu }},
nach weiterem Umstellen
{\displaystyle c_{m}\geq {\frac {\alpha _{\mu }}{\alpha _{m}}}c_{\mu }}.
Wird diese Ungleichung von {\displaystyle m=\mu +1} bis zu einem beliebig großen Index {\displaystyle n} aufsummiert, so folgt 
{\displaystyle \sum _{m=\mu +1}^{n}c_{m}\geq \alpha _{\mu }c_{\mu }\sum _{m=\mu +1}^{n}{\frac {1}{\alpha _{m}}}}
Letzte Reihe divergiert nach Voraussetzung für {\displaystyle n\to \infty }. Also divergiert auch {\displaystyle S=\sum _{m=1}^{\infty }c_{m}} nach dem Minorantenkriterium.